# Javier Ambrois
Javier Ambrois   (Montevideo, 9 de maig de 1932 - Montevideo, 25 de juny de 1975) fou un futbolista uruguaià de la dècada de 1950.
Fou 31 cops internacional amb la selecció de l'Uruguai amb la qual participà en la Copa del Món de 1974.
Pel que fa a clubs, defensà els colors de Nacional, Fluminense i Boca Juniors, com a principals clubs.